# Diecezja Thrissur
Diecezja Thrissur – diecezja Malankarskiego Kościoła Ortodoksyjnego z siedzibą w Triśur w stanie Kerala w Indiach. Obejmuje dystrykty Thrissur i Palakkad.
Została erygowana w 1982 roku.

## Biskupi
- Yuhanon Mar Meletius (od 1990)